# Рикардо Бакели
Рикардо Бакели (на италиански: Riccardo Bacchelli) е италиански писател и драматург. Участва в списанието „Ла Ронда“ (1919-1922), което се бори срещу футуризма. Бакели е сред основателите на литературната награда „Багута“.

## Биография и творчество
Рикардо Бакели е роден на 19 април 1891 г. в Болоня.
След като работи в продължение на няколко години като журналист се оттегля от професията, за да се съсредоточи върху художественото писане. В ранното му творчество доминират лириката, новели и театрални пиеси. По-късно издава все повече романи.
В Европа придобива известност с историческите си романи, които съчетават факти и вълнуващи истории. Във „Воденицата на По“ детайлно се описва историята на Италия от края на наполеоновата ера до образуването на модерната държава.
Историята на италианския социализъм описва в критическата си творба „Дяволът от Понтелунго“.
Умира на 94-годишна възраст на 8 октомври 1985 г. в Монца.

## Произведения
- „Дяволът от Понтелунго“. Исторически роман (1927)
- „Воденицата на По“. Исторически роман. Трилогия (1938–1940)
- „Плачът на Лаисовия син“. Исторически роман (1946)
- „Погледът на Исус“. Исторически роман (1948)